# Jakob Felsing
Georg Jakob Felsing, född 22 juli 1802 i Darmstadt, död där 9 juni 1883, var en tysk kopparstickare.
Han var son till kopparstickaren Johann Conrad Felsing (1766-1819) och bror till koppartryckaren Johann Heinrich Felsing (1800-1875) och fick sin utbildning hos Giuseppe Longhi i Milano. Han uppehöll sig flera år i Italien och återvände 1832 till sin hemstad, blev där professor och hovkopparstickare samt hedersledamot av Europas förnämsta konstakademier.
Bland hans många gravyrer, vilka utmärks av gedigen teknik, korrekt teckning och karakteristiskt återgivande av originalens ljusverkningar, kan nämnas Den heliga Katarinas förlovning med Kristusbarnet (1831, efter Correggio), Fiolspelaren (1833, originalet då tillskrivet Rafael) och Den heliga Cecilia (1868, efter Heinrich Hofmann).